# HeForShe
HeForShe — движение солидарности за равенство полов, созданное организацией «ООН-Женщины». Цель движения — привлечение мужчин и мальчиков для деятельности в качестве защитников и поборников равноправия полов. Движение основано на идее о том, что гендерное равенство — это проблема, социально, экономически и политически затрагивающая всех людей.
«Изначально мы задавались вопросом „Заботит ли мужчин гендерное равенство?“, и мы обнаружили, что да, — сказала Элизабет Наямаяро, старший советник исполнительного директора „ООН-Женщины“. — Тогда мы начали получать много писем на электронную почту от зарегистрировавшихся мужчин, которые теперь хотят сделать больше».

## История
Для старта кампании 20 сентября 2014 года было проведено специальное мероприятие в штаб-квартире ООН в Нью-Йорке. Оно было организовано послом доброй воли Эммой Уотсон, которая в своей речи рассказала о собственном пути к феминизму и призвала вовлекать мужчин и мальчиков содействовать гендерному равноправию. Видеозапись речи получила широкое распространение через социальные медиа.
На этом мероприятии организация «ООН-Женщины» выступила с призывом привлечь в движение первые 100 тысяч мужчин, и это число было успешно достигнуто всего через три дня. Президент США Барак Обама, актёр Мэтт Деймон и Генеральный секретарь ООН Пан Ги Мун упомянуты на сайте как поддержавшие организацию.
Организация «ООН-женщины» стремилась к достижению числа в 1 миллион поддержавших к июлю 2015 года, но эта цель не была достигнута. По состоянию на  март 2017 года более миллиона мужчин поддержали движение на сайте HeForShe.